# Lee Kang-in
Lee Kang-in (Incheon, 19 februari 2001) is een Zuid-Koreaans voetballer die doorgaans als offensieve middenvelder speelt. Hij verruilde RCD Mallorca in juli 2023 voor Paris Saint-Germain Kang-in debuteerde in 2019 in het Zuid-Koreaans voetbalelftal.

## Clubcarrière
Kang-in sloot zich op tienjarige leeftijd aan in de jeugdopleiding van Valencia B. Hij debuteerde op 30 oktober 2018 in het eerste elftal van Valencia, in de Copa del Rey tegen CD Ebro. Hij speelde op 12 januari 2019 zijn eerste competitiewedstrijd, tegen Real Valladolid.
 Hij werd de eerste Aziatische speler in het shirt van Valencia. Kang-in maakte op 25 september 2019 zijn eerste doelpunt in de hoofdmacht van Valencia. Hij zorgde toen voor de 3–1 in een in 3–3 geëindigd competitieduel thuis tegen Getafe. Kang-in speelde drie jaar bij Valencia, maar werd er nooit een onomstreden basisspeler. Zijn laatste seizoen was zijn beste, met 24 competitieduels waarvan 15 vanaf de aftrap. Kang-in verruilde Valencia in augustus 2021 voor RCD Mallorca. Hier speelde hij in zijn eerste jaar al meer dan in zijn meest productieve bij zijn vorige club> Hij stond in seizoen 2022/23 vervolgens vrijwel het gehele seizoen aan de aftrap. Kang-in tekende in juli 2023 een contract tot medio 2028 bij Paris Saint-Germain, dat in de voorgaande elf seizoenen negen keer kampioen van Frankrijk werd.

## Clubstatistieken
| Seizoen     | Club                | Competitie       | Competitie | Competitie | Beker | Beker | Internationaal | Internationaal | Totaal | Totaal |
| Seizoen     | Club                | Competitie       | Wed.       | Dlp.       | Wed.  | Dlp.  | Wed.           | Dlp.           | Wed.   | Dlp.   |
| ----------- | ------------------- | ---------------- | ---------- | ---------- | ----- | ----- | -------------- | -------------- | ------ | ------ |
| 2018/19     | Valencia            | Primera División | 3          | 0          | 6     | 0     | 2              | 0              | 11     | 0      |
| 2019/20     | Valencia            | Primera División | 17         | 2          | 2     | 0     | 5              | 0              | 24     | 2      |
| 2020/21     | Valencia            | Primera División | 24         | 0          | 3     | 1     | —              | —              | 27     | 1      |
| Club totaal | Club totaal         | Club totaal      | 44         | 2          | 11    | 1     | 7              | 0              | 62     | 3      |
| 2021/22     | RCD Mallorca        | Primera División | 30         | 1          | 4     | 0     | —              | —              | 34     | 1      |
| 2022/23     | RCD Mallorca        | Primera División | 36         | 6          | 3     | 0     | —              | —              | 39     | 6      |
| Club totaal | Club totaal         | Club totaal      | 66         | 7          | 7     | 0     | 0              | 0              | 73     | 7      |
| 2023/24     | Paris Saint-Germain | Ligue 1          | 0          | 0          | 0     | 0     | 0              | 0              | 0      | 0      |
| Club totaal | Club totaal         | Club totaal      | 0          | 0          | 0     | 0     | 0              | 0              | 0      | 0      |

Bijgewerkt t/m 8 juli 2023

## Interlandcarrière
Kang-in bereikte met Zuid-Korea –20 de finale van het WK –20 van 2019. Hij werd verkozen tot beste speler van het toernooi. Kang-in debuteerde op 5 september 2019 in het Zuid-Koreaans voetbalelftal, in een oefeninterland tegen Georgië. Hij had zes interlands achter zijn naam toen bondscoach Paulo Bento hem drie jaar later meenam naar het WK 2022. Kang-in kwam tijdens alle vier de wedstrijden van de Koreanen dat toernooi in actie, waarvan één keer als basisspeler, tijdens een met 2–1 gewonnen groepswedstrijd tegen Portugal.

## Erelijst
Valencia
- Copa del Rey: 2018/19

 Paris Saint-Germain
- Ligue 1: 2023/24, 2024/25
- Coupe de France: 2023/24, 2024/25
- Trophée des Champions: 2023, 2024
- UEFA Champions League: 2024/25

 Zuid-Korea onder 23
- Aziatische Spelen: 2022